# Neoperla grafei
Neoperla grafei är en bäcksländeart som beskrevs av Bill P.Stark och Sheldon 2009. Neoperla grafei ingår i släktet Neoperla och familjen jättebäcksländor. Inga underarter finns listade i Catalogue of Life.